# Bensfetamin

Strukturformel för bensfetamin.

Bensfetamin, summaformel C17H21N, är ett centralstimulerande medel och bantningspreparat. Bensfetamin bryts delvis ner i kroppen till amfetamin och metamfetamin, och det är troligen därifrån den aptitnedsättande effekten kommer ifrån.
Preparatet är narkotikaklassat och ingår i förteckning P IV i 1971 års psykotropkonvention, samt i förteckning II i Sverige.